# You're the Reason
You're the Reason (em português: Você é a razão) é um single lançado no dia 3 de dezembro de 2011 pela Columbia e Nickelodeon Records. A canção é interpretada por Victoria Justice. O single digital da música foi lançado junto com o single "It's Not Christmas Without You", em comemoração ao Natal.

## Surgimento
A versão acústica surgiu com o grande sucesso da versão normal de "You're the Reason". No mesmo dia em que o single foi lançado, a Nickelodeon transmitiu o video clipe do single, logo após o episódio "A Christmas Tori".

## Performances
Teve sua performance no episódio "The Birthweek Song" de Victorious (apenas sua versão normal).[carece de fontes?]

## Vídeo
O vídeo musical lançado para a canção no dia 3 de dezembro de 2011 mostra Victoria Justice tocando piano e cantando a música a beira da praia, e vários momentos dela correndo pela paria. Depois, ela está em uma floresta na manhã, tocando seu piano e cantando a música e apresentando vários momentos de Victoria no balanço da floresta. Depois, Victoria esta nas areais da praia sozinha, tocando mais uma vez, seu piano e cantando a musica. Por fim, apresenta várias cenas dela cantando nesses 3 lugares e acaba com ela cantando o último verso da canção na praia.

## Faixas e versões
"You're the Reason (Acoustic Version)" foi lançada como single digital em 3 de Dezembro de 2011 em lojas digitais, como o iTunes.
| Download digital |                                        |                                                |         |  |
| N.º              | Título                                 | Compositor(es)                                 | Duração |  |
| 1.               | "You're the Reason (Acoustic Version)" | Michael Corcoran, Chris Abraham, Dan Schneider | 3:02    |  |

## Créditos de elaboração
Lista-se abaixo os profissionais envolvidos na elaboração de "You're the Reason (Acoustic Version)", de acordo com o iTunes.
- Composição - Michael Corcoran, Chris Abraham, Dan Schneider
- Vocais - Victoria Justice